# Наткрижовљан
Наткрижовљан је насељено место у саставу општине Цестица у Вараждинској жупанији, Хрватска. До територијалне реорганизације у Хрватској налазио се у саставу старе општине Вараждин.

## Становништво
На попису становништва 2011. године, Наткрижовљан је имао 291 становника.

## Попис1991.
На попису становништва 1991. године, насељено место Наткрижовљан је имало 332 становника, следећег националног састава:
| Попис 1991.‍  | Попис 1991.‍  | Попис 1991.‍ | Попис 1991.‍ | Попис 1991.‍ |
| ------------ | ------------ | ----------- | ----------- | ----------- |
|              |              |             |             |             |
| Хрвати       | Хрвати       |             | 327         | 98,49%      |
| Словенци     | Словенци     |             | 1           | 0,30%       |
| неопредељени | неопредељени |             | 2           | 0,60%       |
| непознато    | непознато    |             | 2           | 0,60%       |
| укупно: 332  |              |             |             |             |